# سوزانه كلاتن
سوزانه كلاتن (بالألمانية: Susanne Klatten)‏ (28 أبريل 1962) مليارديره ألمانية وتعتبر إبنه السيد هربرت كواندت و السيدة جوانا كوانت. اعتبارا من أغسطس 2015، قدرت ثروتها هي الولايات المتحدة بمبلغ 19.6 مليار دولار وبذلك تكون أغنى امرأة في ألمانيا ويكون ترتيبها في مجموع أغنى أغنياء العالم الثامنة والثلاثون.

## روابط خارجية
- سوزان كلاتن على موقع مونزينجر (الألمانية)